# Benevento Calcio
El Benevento Calcio es un club de fútbol de Italia, con sede en Benevento, en la región de Campania. Fue fundado en 1929 y refundado en varias ocasiones. Compite en la Serie C, tercera categoría del fútbol italiano.

## Historia
En el año 1929 fue fundado el primer club de fútbol de la ciudad de Benevento, el A.C. Benevento. En 1934 el equipo logró inscribirse en el torneo de Serie C (tercera división) y, cuatro años después, ganó el Torneo Capocci. Como otros clubes durante la época fascista, el A.C. Benevento cambió su nombre por el de G.U.F. (Grupo Universitario Fascista) Benevento. En 1946 el conjunto beneventano ascendió a la Serie B (segunda división), pero no pudo inscribirse en el torneo por motivos económicos. Comenzó así un período de crisis que culminó con la desaparición del club en 1953.
Fue así que un pequeño equipo amateur de Benevento, el A.C. Sanvito, se volvió en el principal club de la ciudad; sin embargo, no lo logró ir más allá de la Serie D (cuarta división). En 1963 se fusionó con el A.S. Benevento, dando vida al S.S. Benevento, equipo de escasas fortunas. En los años 1970 el club giallorosso logró permanecer establemente en la tercera división italiana, rozando el ascenso a la Serie B en la temporada 1975/76. El 9 de septiembre de 1979 se inauguró el Estadio Ciro Vigorito, donde el Benevento juega actualmente. En los años 1980 se mantuvo en tercera división hasta 1987, cuando descendió a la cuarta; en 1989 perdió la categoría por incumplimientos financieros y tuvo que competir en la división Interregionale.
El año siguiente nació el F.C. Sporting Benevento, que en 1994 ascendió a la Serie C2 (cuarta división), perdiendo la semifinal de los play-offs contra el Savoia en 1995. Después de una década de temporadas en tercera y cuarta división, en el 2005 el club fue descendido administrativamente a la Serie C2 otra vez por incumplimientos financieros; fue así fundado el Benevento Calcio. En 2008 finalizó primero en el grupo C de la Serie C2 y ascendió a la Serie C1. Desde ese entonces, militó en la tercera división hasta el histórico ascenso a la Serie B, conseguido finalizando primero en el grupo C al término de la temporada 2015/16 de Lega Pro.

### Serie B y ascenso a la Serie A
Al término del torneo regular de la temporada 2016/17 de la Serie B, el Benevento se ubicó en la plaza número 5, con 65 puntos. Eso le llevó a jugar la ronda de play-off de ascenso, donde disputó las tres fases. Luego de vencer al Spezia, en la ronda preliminar, y al Perugia, en las semifinales, le ganó al Carpi F.C. 1909 con un global de 1 a 0, en la final a doble partido. Gracias a esta victoria, consiguió, en su primera participación en la Serie B, ascender por primera vez en su historia a la Serie A, para disputar la temporada 2017-18.

### Las temporadas en la Serie A

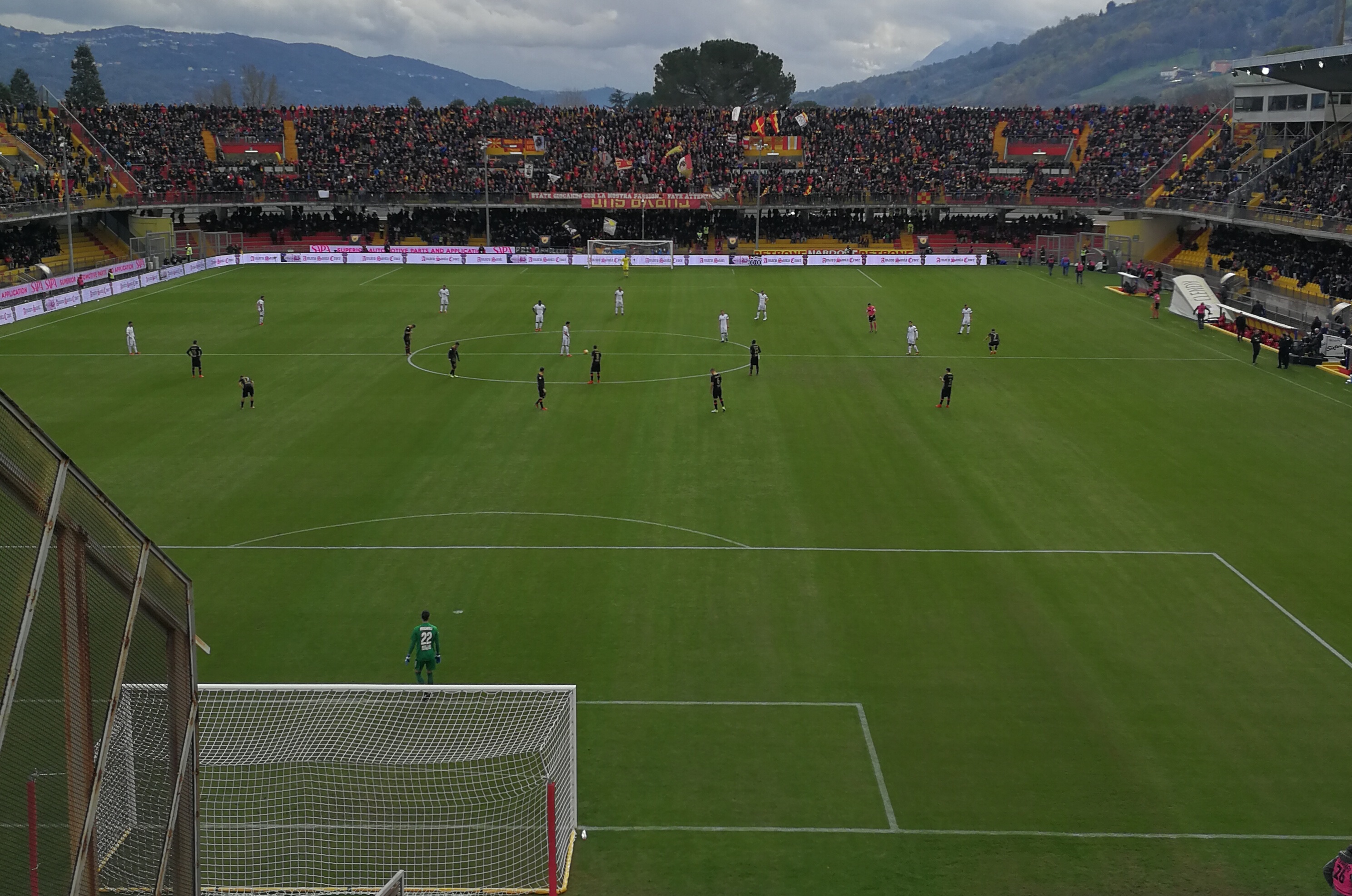
Benevento vs. AC Milan (2:2), 3 de diciembre de 2017

En su primera temporada en la Serie A, los Stregoni perdierdon todos sus partidos hasta la fecha 14, incluyendo una goleada por 6:0 ante el Napoli, registrando el peor comienzo de la historia entre la primera categoría de las cinco ligas más importantes de Europa (Italia, España, Inglaterra, Francia y Alemania).
Consiguieron su primer punto en la jornada 15 ante el AC Milan en un empate a 2 gracias a un gol en el minuto 94' del portero del Benevento, Alberto Brignoli, convirtiéndose en un héroe del club. El 30 de diciembre rompe su mala racha sumando los tres puntos ante el Chievo Verona con un solitario gol de Massimo Coda en el minuto 64. El 6 de enero de 2018 logra su segunda victoria, ante la UC Sampdoria, con dos goles de Massimo Coda y un gol de Enrico Brignola. Después volverían a su racha de derrotas, ante el Bologna, Torino, Napoli y la Roma. El 18 de febrero consigue su tercera victoria ante el Crotone con goles de Sandro Raniere, Nicolas Viola y Cheick Diabaté, luego volverián a su racha de derrotas ante el Inter de Milán, Fiorentina, Cagliari y la Lazio.
El 4 de abril de 2018 logra su cuarta victoria, primera goleada del Benevento en Serie A ante Hellas Verona con goles de Gaetano Letizia y doblete de Cheick Diabaté, tras perder ante Juventus, Atalanta y empatar ante Sassuolo, ganarían un partido histórico ante AC Milan, su primera victoria como visitante, quinta victoria en total en la Serie A por 0-1 con gol de Pietro Iemmello. Al día siguiente certificó su descenso a la Serie B a falta de 4 jornadas para terminar el campeonato tras la victoria del Crotone sobre la Udinese.
En la temporada 2019-20, el club campano logró otro ascenso a la máxima división siendo entrenador Filippo Inzaghi, que condujo a los samnitas a conseguir el pase a la Serie A con siete jornadas de antelación, igualando así el récord del Ascoli de la temporada 1977-78. Sin embargo, la temporada siguiente finalizaron en el 18º lugar volviendo inmediatamente a la Serie B.

## Símbolos
El escudo del Benevento Calcio tiene forma suiza, dividido en nueve rayas verticales (cinco rojas y cuatro amarillas). En la parte superior del escudo está escrita la denominación del club en blanco, Benevento, en una cinta de color rojo y, más abajo, la palabra Calcio. En el centro aparece la silueta negra de una bruja cabalgando sobre una escoba. De hecho Benevento se conoce como la "ciudad de las brujas", por la creencia popular de que un nogal cerca del río Sabato sería sede de aquelarres; de ahí deriva el apodo de "Stregoni" (brujos).

## Uniforme

La bandera de la ciudad de Benevento, de la cual derivan los colores del club.

Los colores del club son el amarillo y el rojo, también presentes en el escudo y en la bandera de la ciudad de Benevento.

## Estadio
El Benevento juega en el Estadio Ciro Vigorito, con capacidad de 25.000 (homologada: 16.867). Hospeda al Benevento desde 1979.

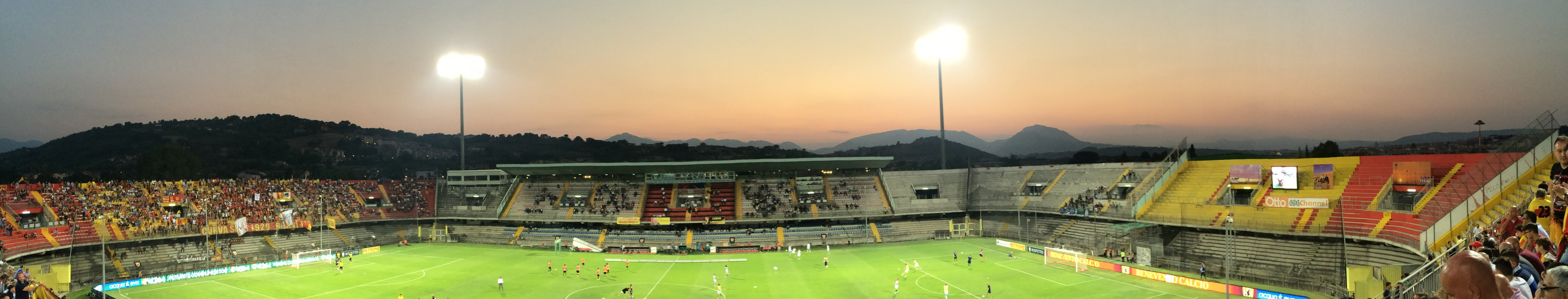
El estadio Ciro Vigorito.

## Palmarés

### Torneos nacionales
- Serie B (1): 2019-20

### Torneos interregionales
- Serie C/Lega Pro (2): 1945-46 (Grupo D), 2015-16 (Grupo C)
- Serie C2 (1): 2007-08 (Grupo C)
- Serie D (2): 1959-60 (Grupo F), 1973-74 (Grupo G)
- Campionato Interregionale (1): 1990-91 (Grupo I)
- Campionato Nazionale Dilettanti (1): 1993-94 (Grupo H)

### Torneos regionales
- Promozione Campania-Molise (1): 1955-56 (Grupo A)
- Terza Divisione Campania (1): 1930-31 (Grupo A)

## Rivalidades

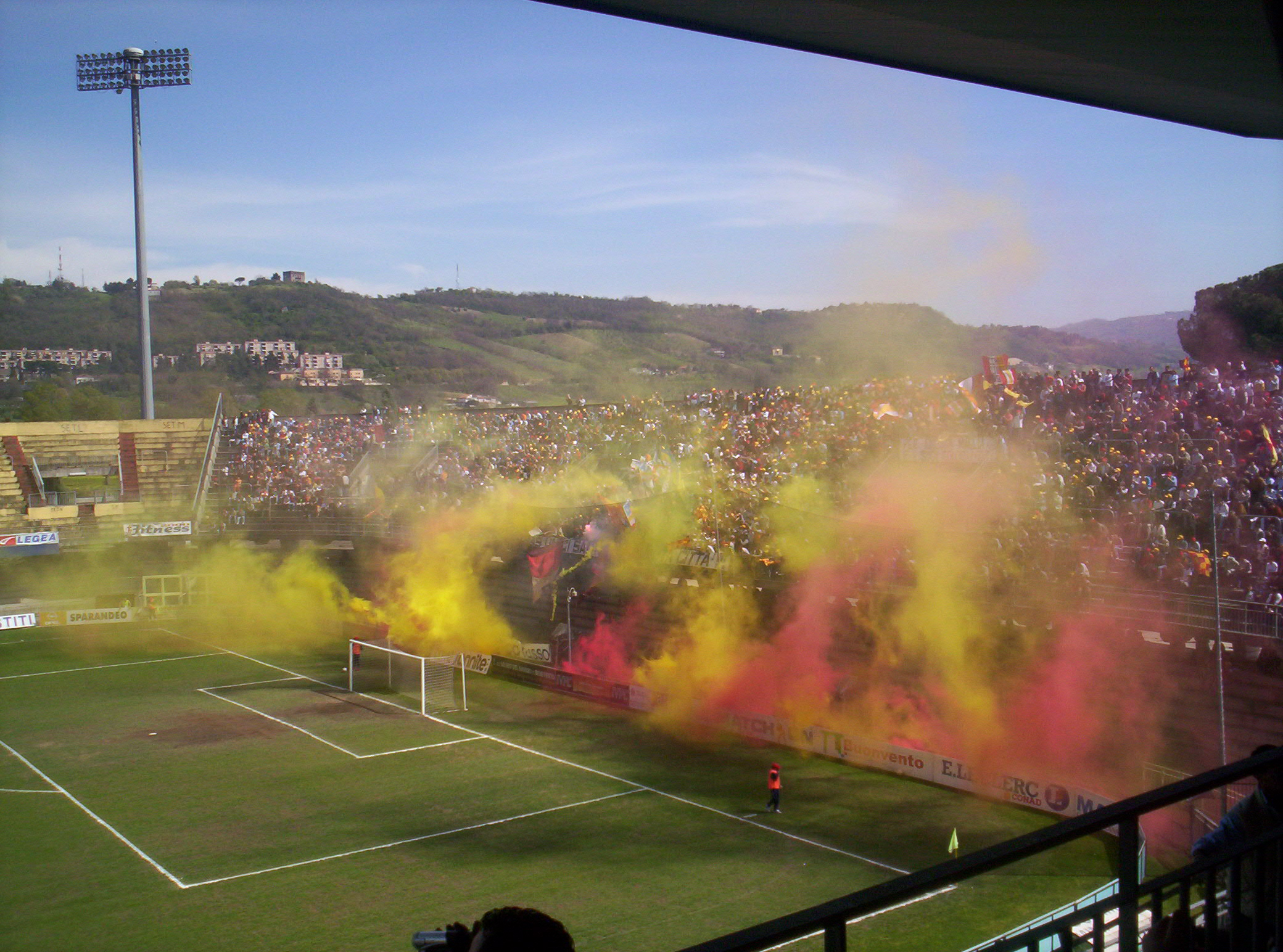
Afición en el Estadio Ciro Vigorito

El máximo rival de la hinchada beneventana es la del Avellino; también mantiene rivalidades con otros clubes de la región de Campania, como Casertana, Cavese, Juve Stabia, Nocerina, Savoia y Turris, y de otras regiones del centro-sur italiano, como Crotone, Foggia y Frosinone.